# ロビー・クリーガー
ロビー・クリーガー（Robby Krieger、本名：Robert Alan Krieger、 1946年1月8日 - ）は、アメリカ合衆国カリフォルニア州ロサンゼルス出身のギタリスト。ロックバンド、ドアーズのメンバー。
「ローリング・ストーンの選ぶ歴史上最も偉大な100人のギタリスト」において2003年は第91位、2011年の改訂版では第76位。

## 人物
クリーガーがギターを学んだのはメンロー・スクール在学時の頃で、ウクレレをチューニングしフラメンコ・ギターのレコードを真似ることから始めた。後の1963年に、クリスマス休暇で訪れたプエルト・バジャルタでフラメンコ・ギターを購入、その演奏スタイルをマスターし、やがてブルースやジャズ等の音楽にも傾倒した。フラメンコギターの影響から、5本の指全てを使うフィンガー・ピッキングで演奏するが、ジャズの影響も強く受けた浮遊感のあるフレーズを得意とし、そのロックギターのスタイルに捉われない演奏から、独自のバンドサウンドの構築に貢献している。
ドアーズ時代は、ギタリストとしてよりもソングライターとして評価されている。ドアーズが発表した13枚のシングルのうち、A面8曲がクリーガーの作曲によるものである。元々ドアーズの音楽は、リーダー格のレイ・マンザレクとメンバーの顔であるジム・モリソンの志向から曲調が暗く大衆性に欠けるところがあったが、クリーガーが中心になって作られた「ハートに火をつけて」の爆発的な人気がきっかけとなり、バンドの知名度が高まったという経緯がある。「ラブ・ミー・トゥー・タイムス」「タッチ・ミー」「あの娘に狂って」等のヒット曲もポップ性に富んだチャーミングな作品で、ボーカルのジム・モリソンの魅力を引き出し、バンドの音楽性を広げるのに貢献している。
1973年のドアーズの解散後、クリーガーはドアーズのドラマーのジョン・デンスモアとともにバッツ・バンドを結成し、2枚のアルバムを残した。その後、マイペースにギタリストとしての活動を続け、2010年までに7枚のソロ・アルバムを発表している。
ドアーズ解散以降、ギタリストとしての評価が高まり、ブルー・オイスター・カルトのアルバムに参加するなど、対外的な活動も多い。息子のウェイロン・クリーガーもギタリストであり、1996年に結成されたロビー・クリーガー・バンドにはメンバーとして加わっている。
2002年にはレイ・マンザレクと共に、イアン・アシュベリー（元カルト）をボーカル、スチュワート・コープランド（元 ポリス (バンド)）をドラマーに迎えてDoors of the 21st Century を結成。しかし、このバンドに対して、ジョン・デンスモアがドアーズの名称使用について訴訟を起こしたため、Riders on the Storm 、Ray Manzarek & Robby Krieger of The Doors と名称変更を経て、最終的に「マンザレク・クリーガー」と名乗った。幾度かのメンバーチェンジを経ながら活動は2013年のレイ・マンザレクの死まで続いた。